# Gmina Cedar (hrabstwo Calhoun)

Położenie Gminy Cedar w hrabstwie Calhoun

Gmina Cedar (ang. Cedar Township) – gmina w USA, w stanie Iowa, w hrabstwie Calhoun. Według danych z 2000 roku gmina miała 408 mieszkańców.